# Warnstorfia schulzei
Warnstorfia schulzei là một loài Rêu trong họ Amblystegiaceae. Loài này được (G. Roth) Loeske miêu tả khoa học đầu tiên năm 1907.